# Фудзівара но Тададзане
Фудзівара но Тададзане (*藤原 忠実, 1078 — 31 липня 1161) — середньовічний японський державний діяч, сешшьо в 1107—1113 роках та кампаку в 1105–1107 і 1113–1121 роках.

## Життєпис
Походив з аристократичного роду Фудзівара. Старший син Фудзівара но Мороміті, кампаку. Його матір'ю була Фудзівара но Дзенші. Народився у 1078 році. 1088 року надано старший п'ятий ранг. Того ж року входить до Відомства прислуги. 1089 року надано молодший четвертий ранг. Того ж року отримав старший четвертий ранг і посаду кокусі провінції Ійо.
1091 року Тададзане стає володарем молодшого третього рангу та радником 3 класу, що дозволяє йому приєднатися до куґе (вищої знаті). 1092 року призначено середнім державним радником. 1093 року отримав молодший другий ранг, а 1095 року — старший другий ранг. 1097 року призначено старшим державним радником. 1099 року після відставки батька з усіх посад оголошується головою клану Фудзівакра. Очолив спротив екс-імператору Сіракаві Втім, на той час уже влада зосередилася в руках екс-імператора Сіракава. Намагався боротися проти останнього, намагаючись повернути вплив свого роду в державі.
У 1100 році стає Правим міністром. 1103 року оголошено вихователем спадкоємця трону. У 1105 році стає кампаку. 1107 року після сходження на трон нового імператора Тоба призначається регентом (сешшьо) з молодшим першим рангом. Втім, це була більш почесна посада, від колишнього впливу нічого не залишилося. Але того ж року стає Лівим міністром.
1112 року отримує посаду великого державного міністра. У 1113 році призначається вдруге кампаку. 1114 році звів резиденцію Фукедоно неподалік від монастиря Бьодо. 1120 року отримав посаду наірана (відповідав за розгляд і перевірку офіційних паперів для імператора). У 1121 році подав у відставку, відмовившись продовжувати боротьбу з Сіракавою. Його посаду перейняв старший син Фудзівара но Тадамічі.
У 1029 році після смерті екс-імператора Сіракави допомагав синові у відновленні влади Фудзівара. Але невдовзі стикнувся з екс-імператором Тоба, що продовжив політику діда. 1140 року Фудзівара но Тададзане стає буддистським ченцем під ім'ям Енрі. Помер у 1161 році.